# Mary Elizabeth Braddon
Mary Elizabeth Braddon, nascuda el 4 d'octubre de 1837 i morta el 4 de febrer de 1915 fou una popular escriptora de novel·les de l'era victoriana al Regne Unit. Se la coneix principalment com l'autora de la novel·la sensacionalista El secret de Lady Audley.

## Vida
Nascuda a Londres, Anglaterra, Mary Elizabeth Braddon va rebre una educació privada i va treballar com a actriu durant tres anys per mantenir-se a si mateixa i a la seva mare Fanny, que s'havia separat del seu pare l'any 1840, quan Mary Elizabet tenia només cinc anys. L'any 1845 el seu germà gran Edward Braddon va emigrar a l'Índia i posteriorment a Austràlia, on es convertiria en el Primer Ministre de Tasmània el 1894.
El 1860 Mary Elizabeth va conèixer a John Maxwell, un publicista de periòdics, amb el qual va començar a viure en 1861. No obstant això, John Maxwell era un home casat amb cinc fills i la seva esposa vivia en un asil psiquiàtric a Irlanda. Mary va viure amb Maxwell sense estar casats i va ajudar a cuidar dels seus fills fins a 1874, quan la dona de Maxwell va morir i llavors van poder casar-se. El nou matrimoni va tenir sis fills.
Mary Elizabeth Braddon va ser una escriptora extremadament prolífica, escrivint unes 75 novel·les amb trames molt enginyoses. El seu amic i posterior col·laborador Wilkie Collins va ser qui la va animar a escriure.
La més famosa de les seves obres és la seva primera novel·la Lady Audley's secret (1862), amb la qual va guanyar reconeixement i fortuna. La novel·la ha estat editada diverses vegades des de llavors i ha estat adaptada al teatre, el cinema i la televisió en diverses ocasions.
Braddon també va fundar Belgravia Magazine (1866), que va presentar al públic diverses sèries de novel·les, poemes, viatges narratius i biografies, així com assajos sobre moda, història i ciència. La revista s'acompanyava d'atractives il·lustracions i oferia als lectors obres literàries a un cost assequible. També va editar Temple Bar Magazine. El llegat de Braddon està unit a la literatura de ficció de la dècada de 1860. From the 1930s onwards, these stories were often anthologised in collections such as Montague Summers's The Supernatural Omnibus (1931) and Fifty Years of Ghost Stories (1935).
Va morir el 4 de febrer de 1915 a Richmond, Surrey i va ser enterrada en el cementiri local. La seva última llar havia estat Lichfield House, al centre de la ciutat; que fou derrocat i en la seva ubicació es va construir un bloc d'apartaments anomenat Lichfield Court, el 1936. Es conserva una placa a l'església parròquia de Richmond on se l'esmenta com Miss Braddon i diversos carrers dels voltants han rebut els noms dels personatges de les seves novel·les; ja que el seu marit va ser promotor immobiliari de la zona.
L'any 2014, va ser fundada l'Associació Mary Elizabeth Braddon per retre homenatge a la vida i al treball de Braddon.